# Ère Kōshō
Pour les articles homonymes, voir Kosho.
L'ère Kōshō (康正) est une des ères du Japon (年号, nengō,, lit. « nom de l'année ») après l'ère Kyōtoku et avant l'ère Chōroku. Cette ère couvre la période allant du mois de juillet 1455 au mois de septembre 1457. L'empereur régnant est Go-Hanazono-tennō (後花園天皇).

## Changement d'ère
- 1455 Kōshō gannen (康正元年?) : Le nom de la nouvelle ère est créé pour marquer un événement ou une succession d'événements. La précédente ère se termine quand commence la nouvelle.

## Événements de l'ère Kōshō
- 1456 (Kōshō 2, 3e mois) : Ashikaga Yoshimasa visite le sanctuaire Iwashimizu Hachiman-gū et tous les officiels du Daijō-kan l'y rejoignent[3].
- 1456 (Kōshō 2, 8e mois) : Fushimi-no-miya-shinnō Sadafusa, père de l'empereur Go-Hanazono, meurt à l'âge de 85 ans[3].

| Kōshō     | 1re  | 2e   | 3e   |
| Grégorien | 1455 | 1456 | 1457 |